# Bureau of Intelligence and Research

Sigill.

Bureau of Intelligence and Research (förkortning: INR) är en byrå inom USA:s utrikesdepartement som bedriver underrättelsetjänst med syfte att understödja USA:s diplomati.
INR är en direkt efterföljare till den analytiska verksamheten inom Office of Strategic Services (OSS) som överfördes till utrikesdepartementet efter andra världskrigets slut då OSS avvecklades (den operativa grenen inom OSS överfördes till Central Intelligence Agency). INR bildades 1947 av USA:s utrikesminister George C. Marshall. Den nuvarande organisationen fastställdes 1957. INR är uppdelat i flera avdelningar för olika sakfrågor och geografiska områden.
INR representerar utrikesdepartementet som en del av USA:s underrättelsegemenskap och samordnar informationsutbytet till och från utrikesdepartementet. Den är en av de minsta underrättelsetjänsterna i USA och har cirka 300 anställda och en budget på drygt 59 miljoner amerikanska dollar. INR följer bland annat internationella gränsfrågor.